# Невский завод

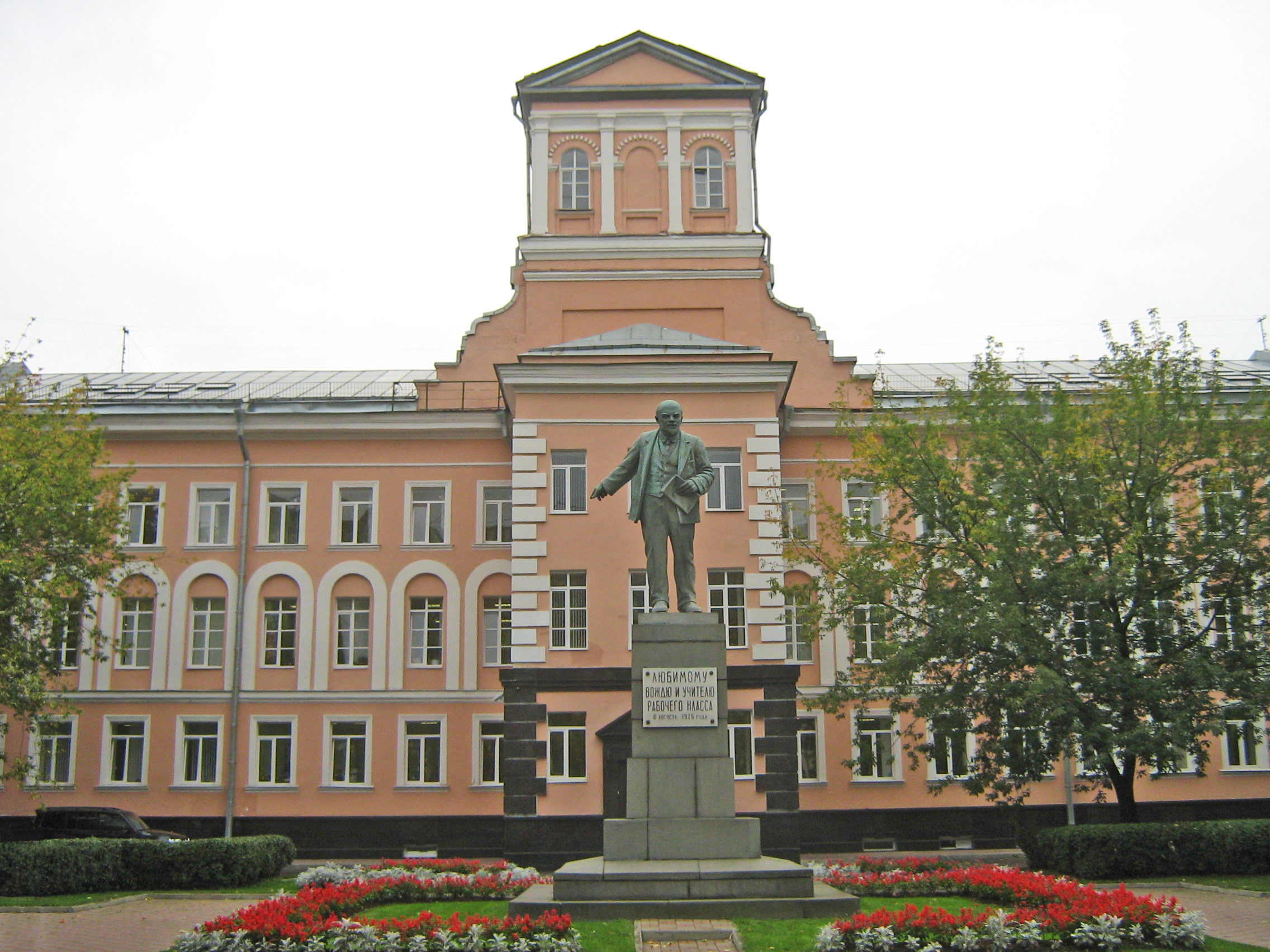
Здание на проспекте Обуховской обороны, 51

«Невский завод» — акционерное общество, одно из ведущих в России предприятий энергетического машиностроения. С 2019 года (после присоединения 100% «РЭП Холдинг» к ООО «Газпром энергохолдинг индустриальные активы») вошёл в состав группы «Газпром энергохолдинг». Находится в Санкт-Петербурге.

## История

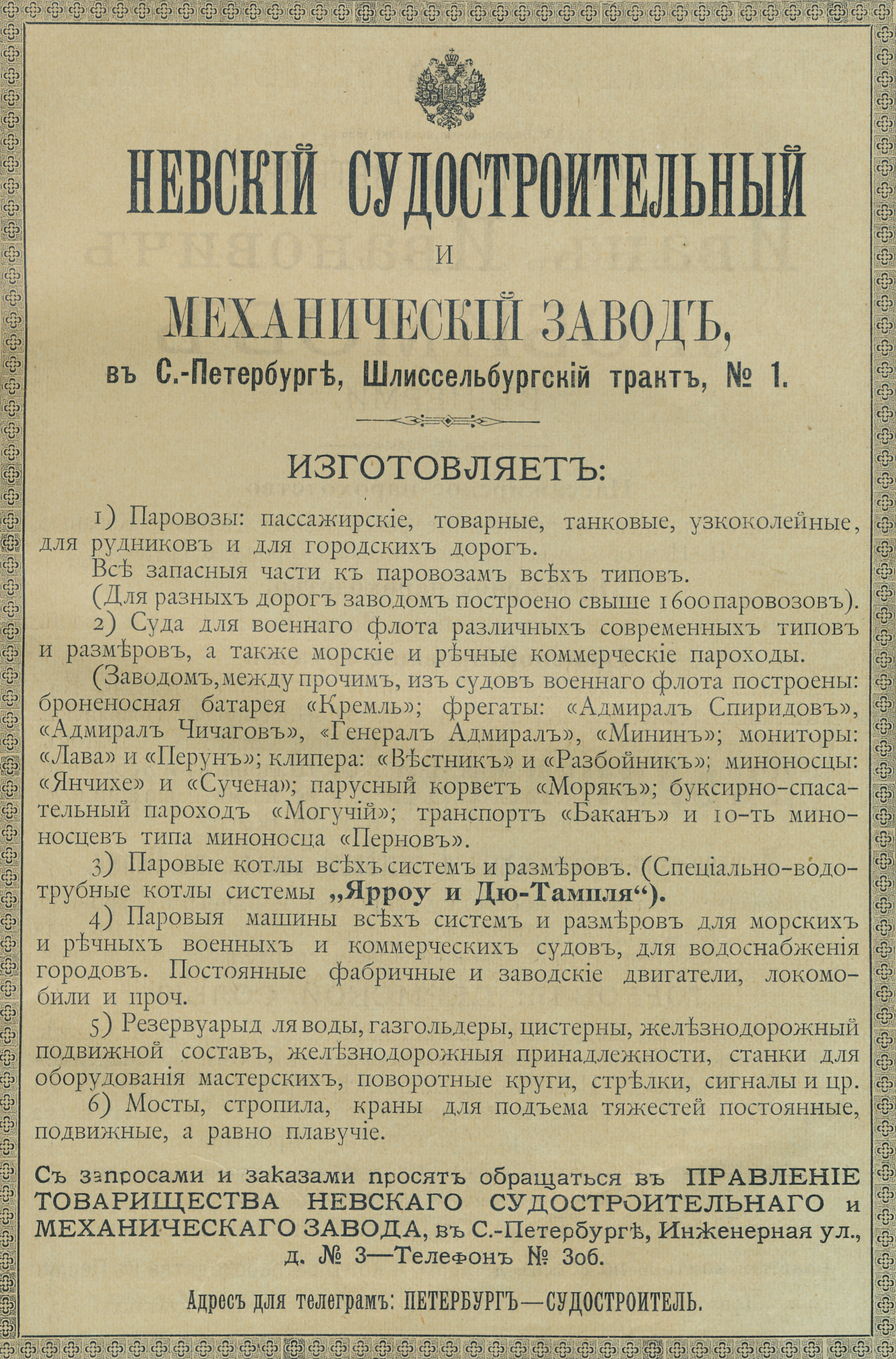
Реклама Невского завода, «Весь Петербург», 1899 год.

До постройки завода на его месте находилась дача архитектора Георгия Шишова. С середины XIX века на месте шёлковой фабрики Бинарда открывается небольшое чугунолитейное предприятие англичанина Томсона, выпускавшее артиллерийские снаряды и чугунное литьё. В 1857 году предприятие приобретают генерал-майор Пётр Фёдорович Семянников и подполковник Василий Аполлонович Полетика — горные инженеры, соученики по Горному институту.
Крымская война 1853—1856 годов делает неизбежным переход от парусного деревянного флота к паровому броненосному. Семянников и Полетика одними из первых получают заказ от военно-морского ведомства на строительство судов.
В 1858 году были спущены на воду два небольших парохода «Мария» и «Работник». Начались масштабные перестройки. Были реконструированы цеха, появились новые мастерские. На берегу Невы была устроена верфь, завод оснащался новым оборудованием. Были построены новые производственные корпуса, в том числе и красно-кирпичное здание прокатной мастерской. Здесь были прокатно-механические и модельные цеха, эллинги для судов, возведённые архитектором Р. Р. Генрихсеном. В 1863—1864 гг. в них построены броненосные башенные лодки «Лава» и «Перун». В 1864 году предприятие получило название «Невский литейный и механический завод Семянникова и Полетики» (в литературе часто используется обиходное «Семянниковский завод»).
В 1865 году со стапелей сошёл броненосец «Кремль», в 1868 — броненосные башенные фрегаты «Адмирал Чичагов» и «Адмирал Спиридов», в 1869 — будущий броненосный крейсер «Минин».
Развитие железных дорог требовало поставок подвижного состава, и чтобы наладить его производство, правительство Российской империи в марте 1867 года объявило конкурс на разработку и постройку лучшего паровоза. Свой первый паровоз Семянниковский завод выпустил в 1869 году, а 1870 году на Всероссийской промышленной выставке в Соляном городке он был признан лучшим и награждён Малым Гербом Российской Империи, который с тех пор красовался на главных воротах перед заводоуправлением.
В 1870 году завод перешёл к «Русскому обществу механических и горных заводов», которое начало расширение производства под выпуск паровозов. Появляются новые мастерские, а также строится соединительный путь с Николаевской железной дорогой. В 1882 году на заводе выпущен 1000-й паровоз, он становится крупнейшим производителем локомотивов в империи.
В то же время на заводе продолжается и военное судостроение. В 1870—1875 годах построен первый в мире броненосный крейсер «Генерал-Адмирал», 1876—1880 — клипера «Разбойник» и «Вестник».
В 1891 году владельцем завода становится инженер и промышленник Валериан Александрович Титов, который организует акционерное общество «Московское товарищество Невского судостроительного и механического завода», привлекая в учредители железнодорожного магната Савву Ивановича Мамонтова. На территории были сооружены два крытых металлических эллинга, в которых можно было строить сразу по два больших судна. В 1899 году завод перешёл во владение товарищества Невского судостроительного и механического заводов.
На развитие судостроения на предприятии наложило отпечаток неудачное расположение завода. Бывшее Шлиссельбургское шоссе (ныне проспект Обуховской Обороны) делило территорию завода на две части. Стапели размещались на берегу Невы по одну сторону шоссе, а производственные мастерские и склады — по другую. Невские мосты, допускавшие тогда в разводных проёмах проход кораблей лишь малого и среднего водоизмещения, не позволяли строить на этом заводе суда водоизмещением более 8000 тонн. Это и определило специализацию завода — строительство вспомогательных судов, миноносцев, лёгких крейсеров (для последних был возведён ещё один большой эллинг на два стапеля).
Перед русско-японской войной завод сдал флоту крейсера II ранга «Жемчуг» и «Изумруд», значительное число небольших миноносцев таких типов как «Циклон» и «Сокол» (в том числе легендарный миноносец «Стерегущий»). Рабочие завода активно участвовали в революционном движении; чтобы умерить их активность, на предприятии с 1 января 1906 года был впервые в Петербурге введён восьмичасовой рабочий день.
В период промышленного кризиса 1904—1908 годов завод переживал тяжёлые дни. В эти годы судостроительный отдел завода принёс около 2 млн рублей убытка. Стоимость акций завода непрерывно понижалась. Чтобы спасти предприятие от финансового краха, Государственный банк начал скупать акции Невского завода. В 1909 году завод участвовал в конкурсе на строительство трёх подводных лодок для Черноморского флота и победил в нём с проектом 31А Д. Ф. Холланда.
К 1910 году предприятие из частного превратилось в казённое. Число рабочих в 1913 году составляло около 3 тысяч человек. В июле 1910 года выпуском трёхтысячного паровоза отмечено пятидесятилетие с момента привлечения завода к выполнению крупных промышленных заказов.
До 1917 года на заводе было выпущено более 4 тыс. паровозов и 174 судна разного назначения.
В 1918 году Невский завод национализируется и меняет свой профиль на энергомашиностроительный.
В 1930-х годах во время индустриализации страны «Невский завод» становится производителем первой в России центробежной турбомашины для подачи воздуха в доменную печь. Высокими темпами осваиваются новые сложные машины — компрессоры, воздуходувки, эксгаустеры, турбины, паровые котлы.
На Невском заводе трудились многие творческие личности, например, поэт Виктор Соснора, Александр Александрович Радциг — русский и советский физик, инженер, педагог, специалист в области теплоэнергетики и прикладной механики, член-корреспондент АН СССР. Завод носил имя В. И. Ленина.

## Деятельность
Предприятие выпускает газовые и паровые турбины, центробежные и осевые компрессоры и нагнетатели, газовые и паровые турбогенераторы, электроприводные нагнетатели, комплексные воздухоочистительные устройства и др. Обеспечивает полный производственный цикл изготовления продукции — от механической обработки до сборки и комплексных испытаний на базе собственных испытательных стендов и лабораторий.

## Перспективы
В 2007 году завод стал ведущей производственной площадкой энергомашиностроительного предприятия «РЭП Холдинг», в состав которого вошёл.  Началась модернизация производства: реконструкция производственных корпусов и смена металлообрабатывающего оборудования. Через «Петербургскую лизинговую компанию» приобретены станки для обработки крупногабаритного литья и других видов металлообработки на общую сумму более 700 млн рублей. Срок сделок — 66 месяцев. Приобретено металлообрабатывающее оборудование с ЧПУ чешских производителей Tos Varnsdorf и Toshulin. В рамках модернизации в 2008 году Ассоциацией по сносу зданий были снесены металлургический цех, склад горюче-смазочных материалов, несколько гаражей, жилые и административные здания.
В ходе модернизации завода обновлено и построено более 100 тысяч кв.м. производственных  площадей, оснащённых  современным оборудованием, внедрена интегрированная система менеджмента качества, получены международные сертификаты соответствия, созданы специальные испытательные стенды.
В 2008 году завод приобрел лицензию на производство современной турбины MS5002E мощностью 32 МВт компании General Electric Nuovo Pignone, которая в 2010 году была запущена в серию, а ещё через 2 года она выпускается полностью из российских компонентов.
С 2012 года Невский завод стал ведущим предприятием по выпуску инновационного оборудования для газоперекачки: он освоил производство газоперекачивающего агрегата нового поколения «Ладога-32» (являются ключевым оборудованием дожимных компрессорных станций Амурского ГПЗ ), серийно изготавливает комплектные электрогазоперекачивающие агрегатов с АСУ, электроприводы и магнитные подшипники, центробежные нагнетатели с использованием системы магнитного подвеса.

## Руководство
- Смирнов Евгений Александрович — генеральный директор (1997—2021), председатель совета директоров (2002—2021).
- Шубин Алексей Анатольевич - генеральный директор (2021 - по н.в.)

## Настоящее время
В 2023 году стартовала реконструкция здания, находящегося по адресу проспект Обуховской Обороны 38В, итогом которой станет открытие здесь весной 2025 года гастрономического пространства СПЛАВ.